# Reimsbach

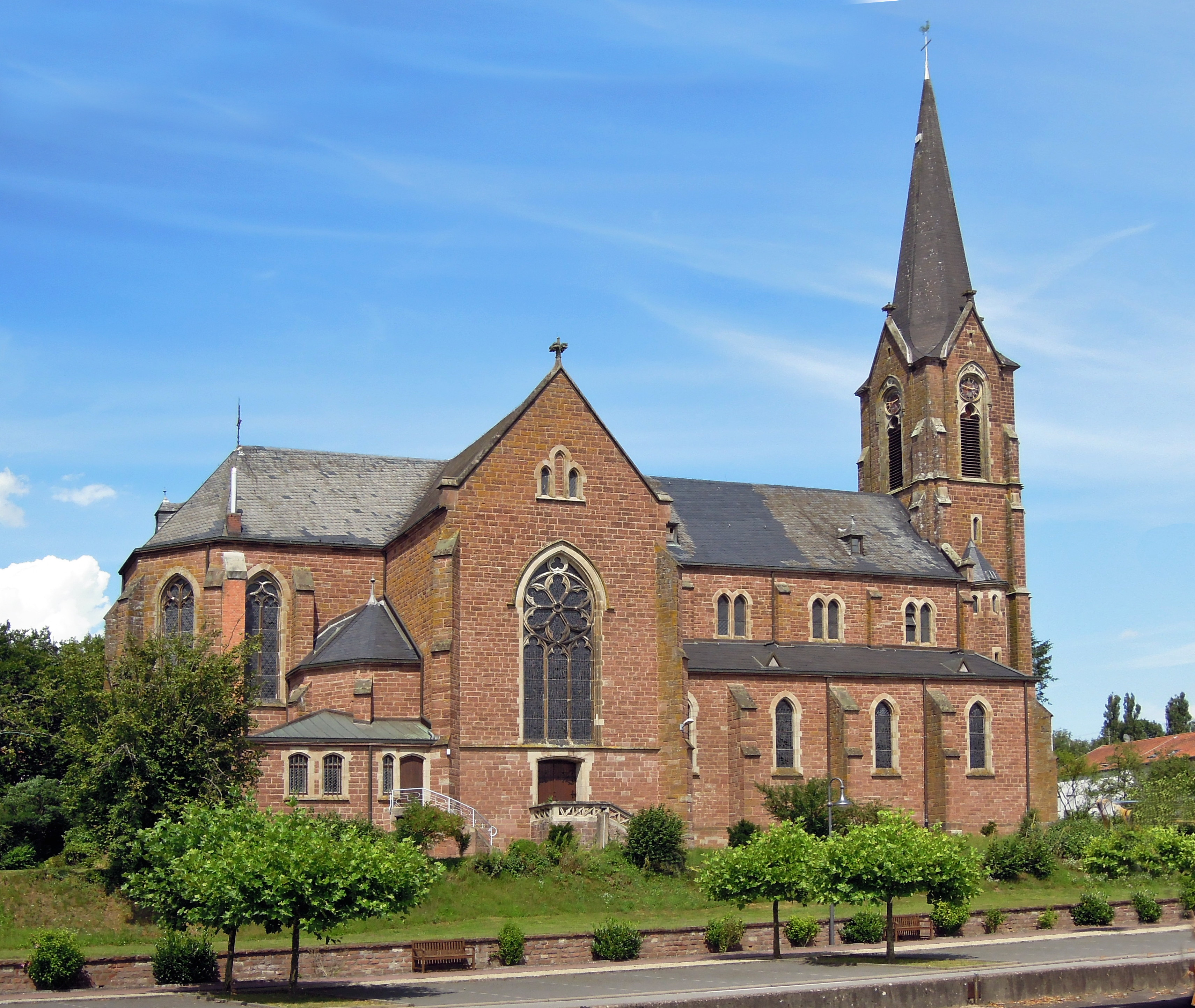
Denkmalgeschützte kath. Kirche St. Andreas von Wilhelm Hector

Reimsbach ist ein Ortsteil der Gemeinde Beckingen im Landkreis Merzig-Wadern (Saarland). Bis Ende 1973 war Reimsbach eine eigenständige Gemeinde.

## Geographie
Reimsbach liegt etwa acht Kilometer nordnordöstlich des Ortes Beckingen.

## Geschichte
Die erste urkundliche Erwähnung des Ortes unter dem Namen „Rumestat“ stammt aus dem Jahre 950.
Im Rahmen der saarländischen Gebiets- und Verwaltungsreform wurde die bis dahin eigenständige Gemeinde Reimsbach am 1. Januar 1974 der damals neu gebildeten Gemeinde Beckingen zugeordnet und ist seitdem ein Ortsteil und ein Gemeindebezirk.

## Politik

### Wappen
Reimsbach führte von 1966 bis zur Auflösung ein eigenes Wappen, welches auf goldenem Grund ein mit zwei silbernen Äxten belegtes Andreaskreuz zeigt.

## Sport
Der Fußballverein FC Reimsbach spielte in der Saison 2015/2016 in der Saarlandliga.